# Montserrat Ontiveros
Montserrat Ontiveros (Ciudad de México; 15 de junio de 1960) es una presentadora de televisión y actriz mexicana.

## Trayectoria
Es conocida principalmente por el programa de concurso El rival más débil transmitido por Azteca Trece.
En teatro, ha participado en obras como Sexo, pudor y lágrimas, Nosotras que nos queremos tanto, Algo de verdad y Destino gritadera.
En 1994 interpretó el papel de "Lina" en la telenovela juvenil de Televisa Agujetas de color de rosa, protagonizada por Natalia Esperón y Alexis Ayala.
En 1997 fue invitada a participar al lado de Verónica Castro en la telenovela Pueblo chico, infierno grande.
En 1999 una vez incorporada a TV Azteca, Montserrat Ontiveros tuvo un gran éxito gracias a su participación en La vida en el espejo, al lado de Sasha, Gonzalo Vega, Rebecca Jones y Diego Luna.
En 2001 tras el éxito de La vida en el espejo, Montserrat actuó al lado de Fernando Luján y Francisco de la O en Lo que es el amor. Ese mismo año, integró el elenco de la obra Algo de verdad de Tom Stoppard, dirigida por José Caballero, acompañada por Rafael Sánchez Navarro, presentándose en el Teatro Nacional de las Artes del CENART.
En 2002 participó en la telenovela Súbete a mi moto y preparó la obra Réquiem por el amor a presentarse en La Gruta del Centro Cultural Helénico, dirigida por Otto Sirgo, quien también actuó en la obra.
Montserrat ha actuado también en capítulos de los programas Mujer, casos de la vida real de Televisa y Lo que callamos las mujeres de TV Azteca.
En 2003 conduce el programa de concursos de Televisión Azteca El rival más débil, un programa de gran éxito en México, idea original de una televisora de Londres. El programa consistía en 8 concursantes que demuestran sus conocimientos, utilizando estrategia y habilidad mental.
En 2008 Montserrat prestó su voz para la película Horton y el mundo de los Quién en donde desempeñó la voz de "Kangaroo".
Actualmente reside en Noruega, en donde, a pesar de haber recibido propuestas por parte de TV Azteca para conducir nuevamente El Rival más Débil, la actriz y conductora ha decidido quedarse para dedicarse a su familia.

## Telenovelas
- Morir para vivir (1989)... Estrella
- Atrapada (1992)
- Tenías que ser tú (1992-1993)
- Agujetas de color de rosa (1994-1995)... Lina
- El vuelo del águila (1994-1995)... Nicolasa Díaz/ Sofía Romero Rubio
- Pueblo chico, infierno grande (1997)... Melitona de Serna
- Yacaranday (1999)... Rosaura
- La vida en el espejo (1999-2000)... Paola de Giraldo
- Tío Alberto (2000-2001)... Alina
- Lo que es el amor (2001-2002)... Nora
- Súbete a mi moto  (2002-2003)... Enriqueta
- Mujer comprada (2009-2010)... Consuelo

## Series
- Mujer casos de la vida real (1997-1998)...
- Infierno blanco (1998-2000) María Teresa Camargo...
- Lo que callamos las mujeres (2001)... Dos episodios

## Programas
- El rival más débil (2003 - 2009)... Presentadora

## Cine
- Daniel & Ana (2009)... Galia
- Un hilito de sangre (1995)... Mamá de Osbelia
- Hasta morir (1994)... Ester
- Abuelita de Bakman (1993)... Esposa Escritor
- Sólo con tu pareja (1991)... Mrs. Panza